# Боболюшкі
Боболюшкі (пол. Boboluszki) — село в Польщі, у гміні Браниці Ґлубчицького повіту Опольського воєводства.
Населення — 338 осіб (2011).

## Демографія
Демографічна структура станом на 31 березня 2011 року:
|          | Загалом | Допрацездатний вік | Працездатний вік | Постпрацездатний вік |
| -------- | ------- | ------------------ | ---------------- | -------------------- |
| Чоловіки | 148     | 20                 | 103              | 25                   |
| Жінки    | 190     | 19                 | 100              | 71                   |
| Разом    | 338     | 39                 | 203              | 96                   |